# Cedrelopsis grevei
Cedrelopsis grevei là một loài thực vật có hoa trong họ Meliaceae. Loài này được Baill. & Courchet mô tả khoa học đầu tiên năm 1906.